# Walkerella microcarpae
Walkerella microcarpae (лат.) — вид паразитических наездников из семейства Pteromalidae (Otitesellinae) отряда перепончатокрылые насекомые. Встречаются в Северной Америке (США, Калифорния, Флорида), Южной Америке (Бразилия), Азии (Китай, Турция, Япония), Гавайские, Каймановы и Бермудские острова.

## Описание
Ассоциированы с фикусом Ficus microcarpa.
От близких видов отличаются скапусом самок (он в 6 раз длиннее своей ширины) и метасомой немного длиннее мезосоме. Кроме того, у их головы развита задняя головная бороздка, а у самцов жёлтое брюшко и пронотум длиннее своей ширины.
Мелкие наездники (около 2 мм), самки с буровато-чёрным телом с зеленовато-голубоватым блестящим отливом с мелкой пунктировкой. Самцы желтоватые с крупной головой с экстремально развитыми большими мандибулами (серповидными, заострёнными на конце) и слитыми воедино мезонотумом, метанотумом и проподеумом; крылья редуцированные. Формула 12-члениковых усиков самок: 11253. Крылья с сильно редуцированным жилкованием. Предположительно фитофаги и галлообразователи.
Вид впервые описан в 1993 году по материалам из США.